# Jacques de Saint-Cricq
Pour les articles homonymes, voir Saint-Cricq.
Jacques de Saint-Cricq, né le 22 avril 1781 à Lescar et mort le 19 mars 1819 à Paris, est un officier de marine français qui participa à l'expédition vers les Terres australes que conduisit Nicolas Baudin au départ du Havre à compter du 19 octobre 1800.

## Biographie
Il naît à Lescar dans une famille ancienne de la noblesse béarnaise. Son père est maréchal de camp et sa mère, née Mlle de Massaredo, est sœur de l'amiral du même nom. Jacques de Saint-Cricq entre tôt dans la marine. Il est enseigne de vaisseau à bord du Naturaliste. Il a laissé son nom au cap Saint-Cricq, en Australie-Occidentale. Il est nommé lieutenant de vaisseau en octobre 1801 par Nicolas Baudin et devient ensuite second du capitaine Hamelin, lorsque Milius est débarqué malade à Port Jackson. Jacques de Saint-Cricq est nommé capitaine de vaisseau à l'âge de trente-et-un ans.
Il a ensuite combattu contre les Anglais dans les Caraïbes, puis dans l'océan Indien. Commandant la Clorinde, il prend à l'abordage le 13 décembre 1809 la frégate anglaise la Junon. Il est accusé à la fin de la campagne de l'île Maurice, en 1811, d'avoir abandonné son commandement de la Clorinde, alors que la Renommée et la Néréide (en) capitulent lors de la bataille de Tamatave ; il qualifie ces accusations de calomnieuses et rédige en conséquence une requête justificative. À cette époque, à la suite d’un naufrage ou d'une capitulation, les capitaines de vaisseau devaient répondre de leurs actes devant un conseil de guerre. 
Lors d'un conseil de guerre, le 18 mars 1812, par une majorité de six voix contre deux, il fut déclaré coupable, en tant que commandant de la frégate Clorinde de désobéissance aux ordres de son commandant, mais non en présence de l'ennemi. Il fut donc condamné à être cassé, déclaré indigne de servir, condamné à l'unanimité à trois ans de détention et dégradé de la légion d'honneur. Cette sentence fut jugée trop douce par Napoléon qui souhaitait la mort de l'officier. 
Il fut réintégré comme capitaine de vaisseau à la Restauration, et au rang qu'il occupait sur les listes de marine, par ordonnance du 21 avril 1814. Mais, lors des Cent-Jours, Napoléon Bonaparte émit le 30 mars 1815, sur proposition de son ministre de la Marine et des colonies Denis Decrès, un décret impérial qui annula cette ordonnance de 1814 et qui confirma la sentence du conseil de guerre. Il est précisé dans le décret impérial du 30 mars 1815, que cette sentence valait aussi pour n'avoir pas pris part au second engagement dans lequel avait succombé la Renommée, et avoir abandonné cette frégate par fausse manœuvre, irrésolution et défaut de jugement Le capitaine de Saint-Cricq fut définitivement rétabli à son grade aux listes d'activité de la marine, au second retour de Louis XVIII.
Il fut ensuite nommé colonel de gendarmerie à Carcassonne, puis commandant de la XIXe légion de gendarmerie à Lyon.